# Steven Yeun
Yeun Sang Yeop (hangeul : 연상엽 ; RR : Yeon Sang-yeop ; MR : Yŏn Sangyŏp), dit Steven Yeun, est un acteur américano-sud-coréen, né le 21 décembre 1983 à Séoul.
Il se fait connaître grâce au rôle de Glenn dans la série télévisée américaine The Walking Dead. Il joue à la fois dans des productions sud-coréennes (surtout au cinéma) et américaines (surtout télévisuelles).

## Biographie

### Enfance et formations
Yeun Sang Yeop naît le 21 décembre 1983 à Séoul, en Corée du Sud. Ses parents sont Je et June Yeun. Il grandit à Troy, dans le Michigan,. Ses parents dirigeaient deux magasins de beauté et maquillage à Détroit.
En 2005, il obtient un baccalauréat universitaire en psychologie au Kalamazoo College. Il souhaite devenir acteur au cours de sa première année à Kalamazoo, quand il a regardé un groupe d'acteurs en improvisation, Monkapult. Il auditionne par la suite pour rejoindre les Monkapult, mais il est rejeté. Lors de sa deuxième année à l'université, il auditionne une deuxième fois et se fait finalement accepter. Il révèle ensuite à ses parents qu'il a l'intention de se former en tant qu'acteur à Chicago, au lieu de s'inscrire en faculté de droit et de médecine. Ses parents, mécontents de la décision, ont finalement acquiescé, selon Steven, et lui ont accordé deux ans. Dans la même année, il déménage à Chicago, et s'installe à Lincoln Square avec son frère. Peu de temps après l'obtention de son diplôme, il rejoint Stir Friday Night, un groupe à sketches composé d'Asio-Américains.
Il a finalement regagné The Second City à Chicago, avant de déménager à Los Angeles en octobre 2009.
Il est actionnaire du Bun Shop, un restaurant de fusion coréenne et méditerranéenne à Koreatown, appartenant à son jeune frère Brian Yeun et son partenaire James Seok,,. Il parle coréen, mais pas couramment.

### Carrière
En 2010, Steven Yeun apparaît dans la série culte The Walking Dead. Il y interprète Glenn Rhee, personnage qui le rend célèbre épisodiquement.
En 2021, il est nommé à l'Oscar du meilleur acteur pour son interprétation dans le film Minari de Lee Isaac Chung (2020). Il devient ainsi le premier acteur asio-américain (coréano-américain) à être nommé dans cette catégorie.

### Vie privée
Le 3 décembre 2016, Steven Yeun épouse la photographe Joana Pak, sa petite amie de longue date, avec qui il a deux enfants.

## Filmographie

### Cinéma

#### Longs métrages
- 2009 : My Name is Jerry de Morgan Mead : Chaz
- 2014 : I Origins de Mike Cahill : Kenny
- 2015 : Like a French Film de Shin Yeon-shick : Steve
- 2016 : Mayhem : Légitime Vengeance (Mayhem) de Joe Lynch : Derek Cho
- 2016 : Chew de Jeff Krelitz : Tony Chu
- 2017 : Okja de Bong Joon-ho : K
- 2017 : L'Étoile de Noël (The Star) de Timothy Reckhart : Bo
- 2018 : Burning de Lee Chang-dong : Ben
- 2018 : Sorry to Bother You de Boots Riley : Squeeze
- 2020 : Minari de Lee Isaac Chung : Jacob
- 2021 : Space Jam : Nouvelle  Ère (Space Jam: A New Legacy) de Malcolm D. Lee : Le producteur exécutif de la Warner
- 2021 : The Humans de Stephen Karam : Richard
- 2021 : Chasseurs de trolls : Le Réveil des Titans (Trollhunters: Rise of the Titans) de Francisco Ruiz Velasco, Johane Matte et Andrew Schmidt : Steve Labrute (voix)
- 2022 : Nope de Jordan Peele : Ricky « Jupe » Park
- 2023 : Alpha Gang de David et Nathan Zellner
- 2025 : Bubble and Squeak d'Evan Twohy :
- 2025 : Mickey 17 de Bong Joon-ho : Timo
- 2025 : Love Me d'Andrew Zuchero et Sam Zuchero : Liam
- 2025 : RIP de Joe Carnahan
- 2026 : La Légende de Aang : le dernier maître de l'air (The Legend of Aang: The Last Airbender) : Zuko (voix)
- prochainement : Animals de Ben Affleck

#### Courts métrages
- 2009 : The Kari Files de Greg Grabianski : Chip
- 2010 : Carpe Millennium d'Eric McCoy : Kevin
- 2010 : Blowout Sale de Timothy Kendall : Le client
- 2013 : Crash Site de Jason Sperling : Matt
- 2019 : Naysayer de David M. Helman : Ian

#### Séries télévisées
- 2010 : The Big Bang Theory : Sebastian
- 2010 : Lemons the Show : L'asiatique
- 2010 - 2016 : The Walking Dead : Glenn Rhee
- 2011 : Los Angeles, police judiciaire (Law & Order: Los Angeles) : Ken Hasui
- 2011 : Warehouse 13 : Gibson
- 2012 : NTSF:SD:SUV : Ricky Meeker
- 2012 : Harder Than It Looks : Steven
- 2013 : La Légende de Korra (The Legend of Korra) : Wan
- 2013 : Filthy Sexy Teens : Martin
- 2014 : Drunk History : Daniel Inouye
- 2014 : American Dad! : Charles (voix)
- 2016 - 2018 : Voltron, le défenseur légendaire (Voltron: Legendary Defender) : Keith (voix)
- 2016 - 2018 : Chasseurs de Trolls : Les Contes d'Arcadia (Trollhunters: Tales of Arcadia) : Steve Palchuk (voix)
- 2017 : Robot Chicken : Glenn Rhee (voix)
- 2017 : Bajillion Dollar Properties : Eric
- 2017 - 2018 : Stretch Armstrong et les Flex Fighters (Stretch Armstrong & The Flex Fighters) : Nathan Park / Wingspan / Un enfant roux / Un citoyen / Numéro 66 (voix)
- 2018 - 2019 : Le Trio venu d'ailleurs : Les Contes d'Arcadia (3Below: Tales of Arcadia) : Steve (voix)
- 2018 - 2021 : Final Space : Little Cato (voix)
- 2019 : The Twilight Zone : La Quatrième Dimension (The Twilight Zone) : Un voyageur
- 2019 : Weird City : Barsley
- 2019 : I Think You Should Leave with Tim Robinson : Jacob
- 2019 - 2022 : Tuca and Bertie : Speckle
- 2020 : Mages et Sorciers : Les Contes d'Arcadia (Wizards: Tales of Arcadia) : Steve (voix)
- 2021 - 2024 : Invincible : Mark Grayson / Invincible (voix)
- 2023 : Acharnés (Beef) : Danny Cho

### Jeux vidéo
- 2007 : Crysis : Un soldat coréen (voix)
- 2008 : Crysis Warhead : Un soldat coréen (voix)
- 2017 : DreamWorks Voltron VR Chronicles : Keith (voix)

## Distinctions

### Récompenses
- BTVA People's Choice Voice Acting Awards 2017 : meilleure performance vocale dans une série télévisée d'animation pour Voltron, le défenseur légendaire
- Brooklyn Horror Film Festival 2017 : meilleur acteur pour Mayhem
- BTVA People's Choice Voice Acting Awards 2018 : meilleure performance vocale pour l'ensemble de la distribution dans une série télévisée d'animation pour Voltron, le défenseur légendaire
- Florida Film Critics Circle Awards 2018 : meilleur acteur dans un second rôle pour Burning
- Greater Western New York Film Critics Association Awards 2018 : meilleur acteur dans un second rôle pour Burning
- Indiewire Critics' Poll 2018 : meilleur acteur dans un second rôle pour Burning
- Los Angeles Film Critics Association Awards 2018 : Meilleur acteur dans un second rôle pour Burning
- Toronto Film Critics Association Awards 2018 : meilleur acteur dans un second rôle pour Burning
- Chunsa Film Art Awards 2019 : meilleur acteur dans un second rôle pour Burning
- International Online Cinema Awards 2019 : meilleur acteur dans un second rôle pour Burning
- National Society of Film Critics Awards 2019 : meilleur acteur dans un second rôle pour Burning
- Festival international du film de Santa Barbara 2019 : Prix Virtuoso pour Burning
- CinEuphoria Awards (es) 2020 : Prix Spécial de la meilleure distribution dans une série télévisée dramatique pour The Walking Dead
- Denver International Film Festival (en) 2020 : meilleur acteur pour Minari
- Middleburg Film Festival (en) 2020 : Prix Spotlight de la meilleure distribution pour Minari partagé avec Yeri Han, Alan Kim (en), Noel Cho, Youn Yuh-jung, Will Patton et Scott Haze.
- Savannah Film Festival 2020 : Prix de la meilleure découverte
- New Mexico Film Critics Awards 2021 : meilleure distribution pour Minari
- Gold List 2021 : meilleur acteur pour Minari
- North Texas Film Critics Association Awards 2021 : meilleur acteur pour Minari
- Gold List 2022 : meilleur acteur dans un second rôle pour The Humans
- Gold Derby Awards 2023 : meilleur acteur dans un téléfilm où une mini-série pour Acharnés
- Awards Daily Cooler Awards 2023 : meilleur acteur dans un téléfilm où une mini-série pour Acharnés et pour Monster: The Jeffrey Dahmer Story, partagé avec Evan Peters
- Golden Globes 2024 : meilleur acteur dans une mini-série ou un téléfilm pour Acharnés

### Nominations
- Saturn Awards 2011 : Meilleur acteur de télévision dans un second rôle dans une série télévisée dramatique pour The Walking Dead
- Blue Dragon Film Awards 2018 : meilleur acteur dans un second rôle dans Burning[10]
- Grand Bell Awards 2018 : meilleur acteur dans un second rôle dans Burning[11]
- Chicago Film Critics Association Awards 2020 : meilleur acteur pour Minari
- Indiana Film Journalists Association Awards 2020 : meilleur acteur pour Minari
- Austin Film Critics Association Awards 2021 : meilleur acteur pour Minari
- Critics' Choice Movie Awards 2021 : meilleur acteur pour Minari
- Denver Film Critics Society Awards 2021 : meilleur acteure pour Minari
- Detroit Film Critics Society Awards 2021 : meilleur acteur pour Minari
- Film Independent Spirit Awards 2021 : meilleur acteur pour Minari
- Gold Derby Awards 2021 : meilleur acteur principal pour Minari
- Houston Film Critics Society Awards 2021 : meilleur acteur pour Minari
- Oscars 2021 : Meilleur acteur pour Minari
- Screen Actors Guild Awards 2021 : meilleur acteur pour Minari